# Willibrordusput (Zoutelande)

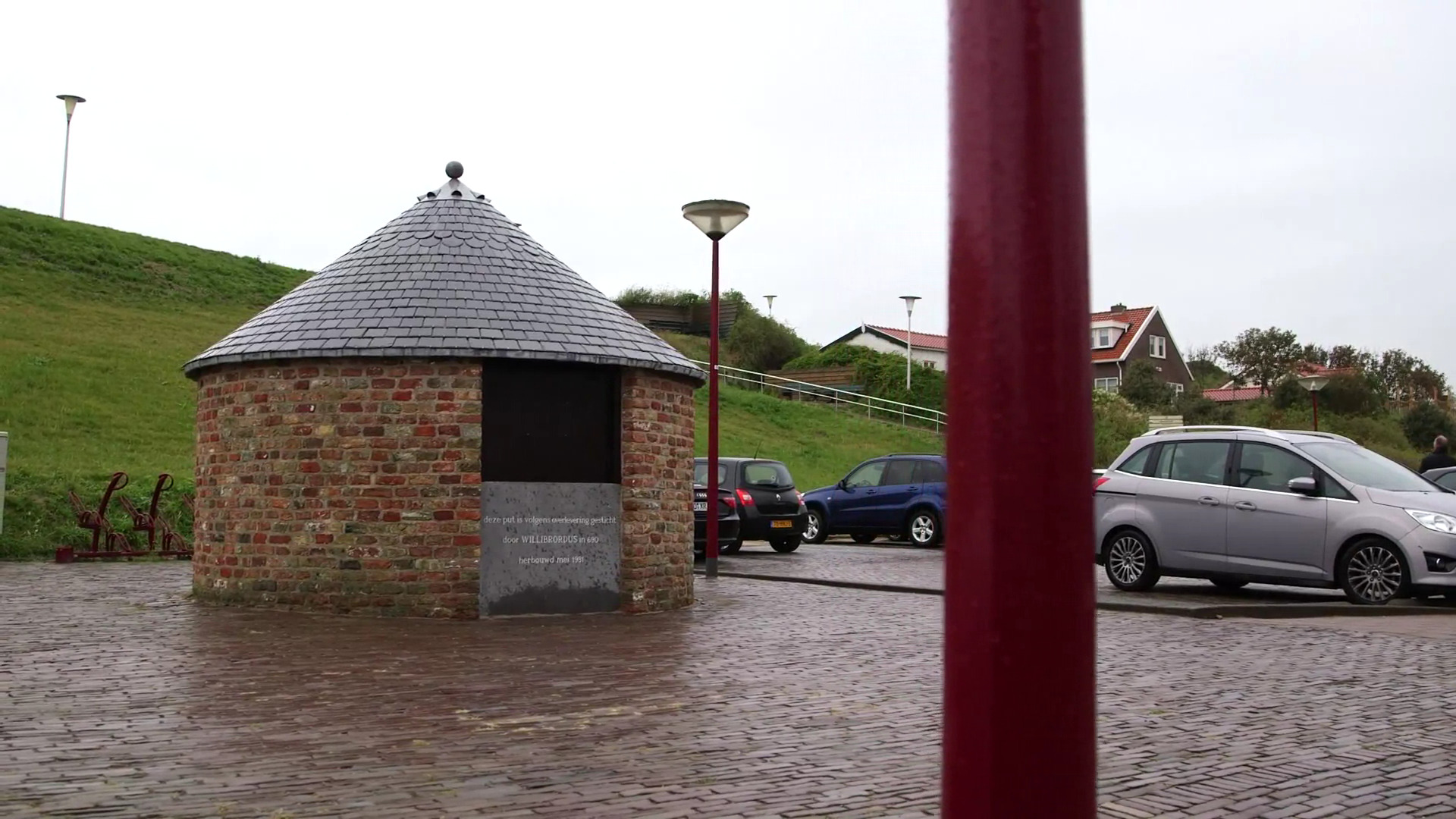
Willibrordusput in 2014

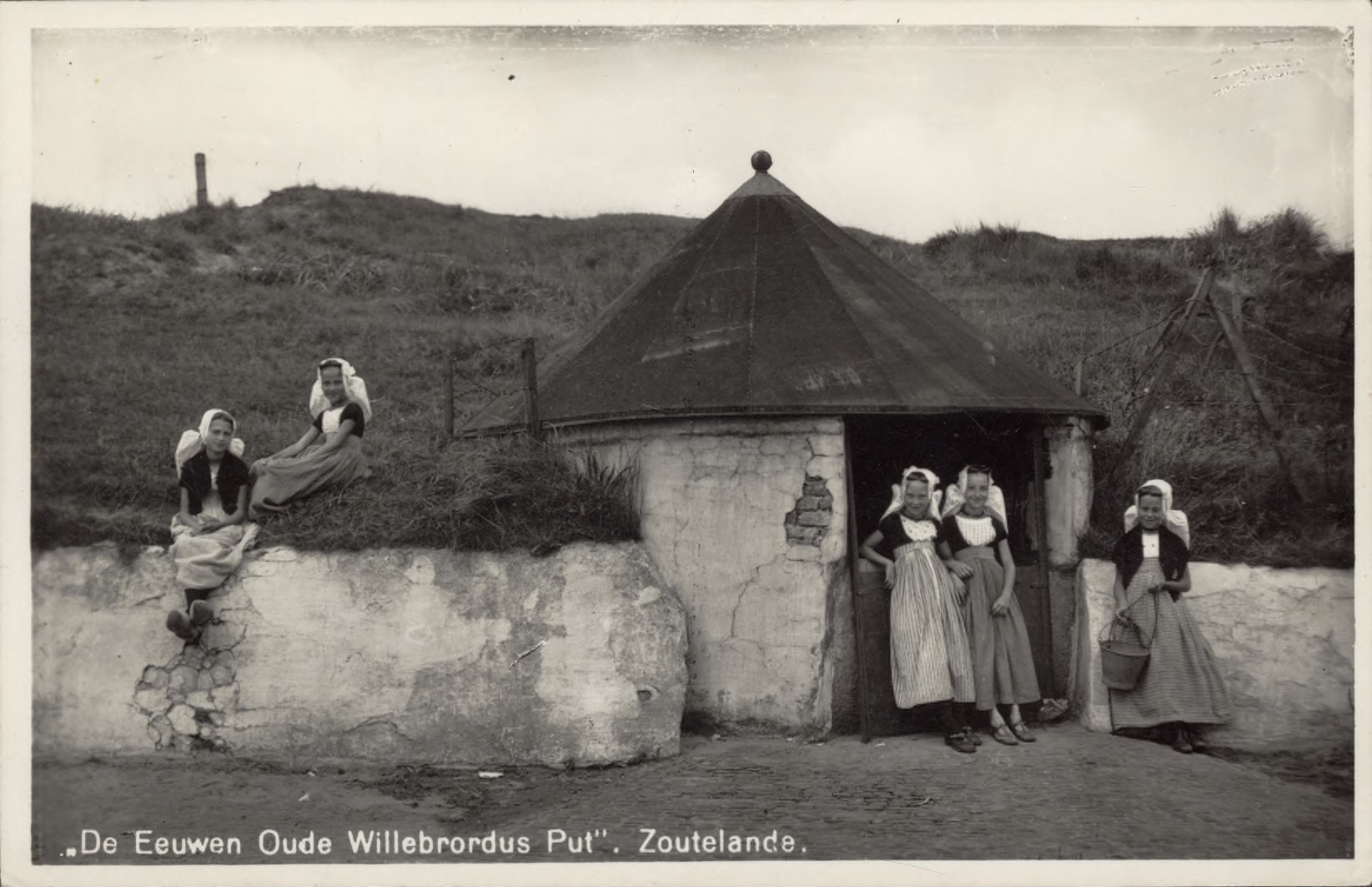
De Willebrordusput rond 1939

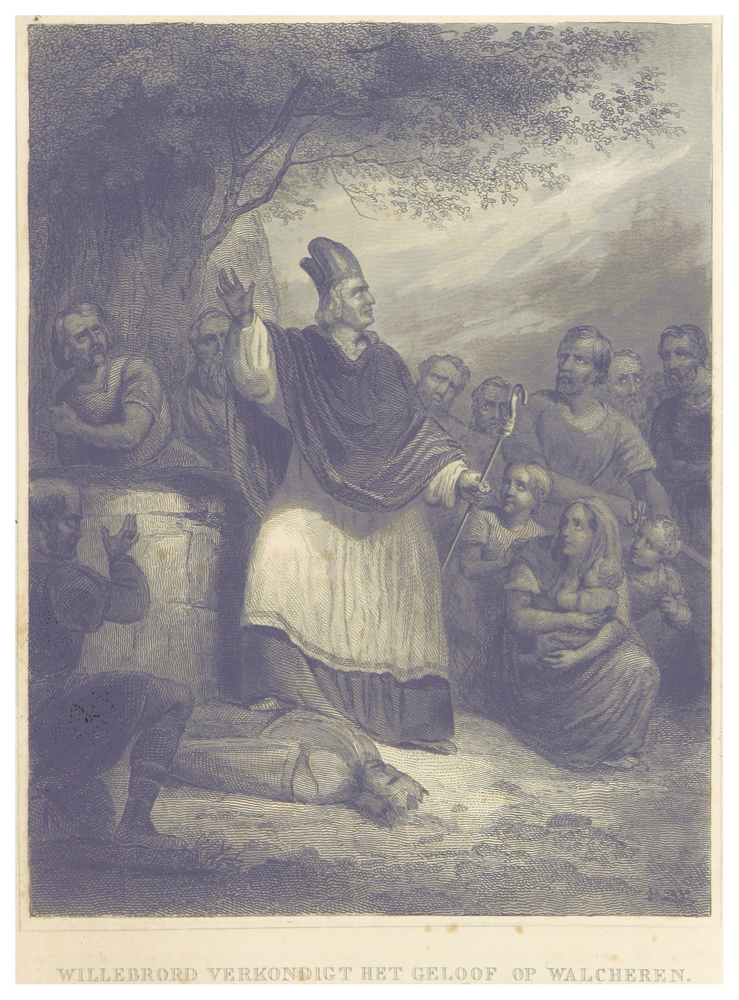
De heilige Willibrord verkondigt het geloof op Walcheren

De Willibrordusput in Zoutelande is een waterput, die naar verluidt is gebouwd op de plek waar de heilige Willibrord rond 690 een kruis op de grond zou hebben getekend, waarna er zoetwater opwelde. Volgens een recente overleveringen zou de Willibrordusput in de middeleeuwen geneeskrachtig water hebben geleverd.
In de 17e eeuw bevond zich een zoetwaterbron, genoemd naar St. Willibrord, in het duingebied bij Westkapelle. De kerk van Westkapelle was gewijd aan de heilige en bewaarde zijn relieken. Of er sprake was van een bedevaart is twijfelachtig. Willibrords naam werd weliswaar in de late middeleeuwen in verband gebracht met het ontstaan van zoetwaterbronnen en de ondergang van ondoordringbare moerasbossen die Holland en Zeeland zouden hebben bedekt. De verering van Willibrord kreeg echter vooral in de 17e eeuw de wind in de zeilen dankzij de propaganda van de Hollandse Zending.
De put in Zoutelande dateert waarschijnlijk uit een latere tijd. Het ging om traditionele welput waarin drinkwater uit de duinen opwelde. In de 19e eeuw, toen de katholieke emancipatie in Nederland zich doorzette, ging men deze put de Willibrordusput noemen. Om de put tegen het duinzand te beschermen werd vervolgens een huisje gebouwd. "Het verzinsel is een eigen leven gaan leiden, wat opmerkelijk mag heten in een protestants dorp als Zoutelande", oordeelt het handboek Bedevaartplaatsen in Nederland.
De Jacobakruik in het wapen van Vlissingen – oorspronkelijk een pelgrimsampul – wordt wel herleid op een volksetymologie, die de naam van de stad met de Willibrordusput in verbinding brengt. De 16e-eeuwse kroniekschrijver Jan Reygersberch vertelt dat de naam Flessinghe was ontleend aan een waterfles waarmee de heilige twaalf bedelaars te drinken had gegeven. De flessche raakte niet leeg, maar Willibrord vertrok teleurgesteld omdat de inwoners niet naar Gods woord wilden luisteren. De pelgrimskruik werd al in 1369 als stadszegel gebruikt.

## Herbouw
In 1945 was de put vrijwel geheel door het duinzand bedekt. Na de watersnoodramp werd de zeedijk in 1958 doorgetrokken, waarbij de put werd gedempt. Om de verhalen niet verloren te laten gaan bouwde men na een publieksactie in 1981 honderd meter landinwaarts een replica. Dit gebeurde aan de hand van oude foto's. Het verhaal van de put maakt deel uit van de Canon van Zeeland.